# Marcus Valerius Messalla (Konsul 188 v. Chr.)
Marcus Valerius Messalla war ein römischer Politiker im 2. Jahrhundert v. Chr. Er war Konsul des Jahres 188 v. Chr. mit Gaius Livius Salinator.
Messalla war der Sohn des Marcus Valerius Messalla, des Konsuls von 226 v. Chr. Wahrscheinlich bekleidete Messalla im Jahre 195 v. Chr. das Amt des curulischen Ädils, im Jahre 193 v. Chr. war er praetor peregrinus.
Sein erster Versuch, als Konsul gewählt zu werden, scheiterte im Jahre 190 v. Chr., jedoch gelang es ihm im folgenden Jahr, die Wahl zum Konsulat für 188 v. Chr. zu gewinnen. Er erhielt als Konsul die Provinz Pisa und Ligurien, sein Amtskollege das angrenzende Gallien. Über seine Amtszeit wird nichts Erwähnenswertes berichtet.
Im Jahre 181 v. Chr. nahm er am Feldzug des Prokonsuls Lucius Aemilius Paullus gegen die Ligurer teil und war 174 einer von drei Gesandten, neben Gaius Laelius und Sextius Digitius, an den Hof des Königs von Makedonien.
Nach dem Tode des Lucius Aemilius Papus wurde er im Jahre 172 v. Chr. als dessen Nachfolger Mitglied des Priesterkollegiums der Decemviri Sacris Faciundis, dem er über das Jahr 167 v. Chr. hinaus angehörte.
Sein gleichnamiger Sohn war Konsul des Jahres 161 v. Chr.